# Feline Follies
Feline Follies é um curta-metragem de animação de 1919, distribuído pela Paramount Pictures. Marcou a primeira aparição do personagem Felix, o Gato.

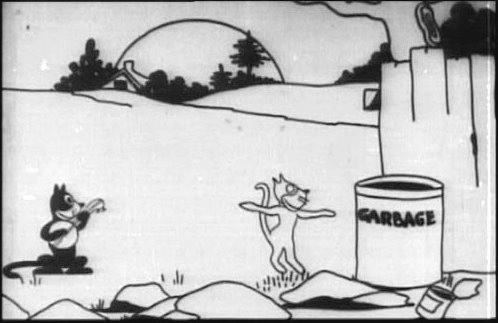
Uma versão inicial de Felix the Cat (à esquerda) em Feline Follies.

## Enredo
Felix (neste momento conhecido como "Master Tom"), um gato preto macho, conhece uma gata branca. Ele serenatas seu novo interesse amoroso e anuncia sua intenção de dedicar suas nove vidas a ela. O canto de Felix acorda um bairro inteiro.
Mais tarde, de volta a casa, um grupo de ratos começa a comer toda a comida da casa de Félix.  Quando sua dona chega um pouco depois e vê restos de comida por toda parte, ela expulsa Félix de casa, sem saber que foram os ratos que fizeram isso.
Agora sem teto, Felix vai morar com seu interesse amoroso, apenas para descobrir que ela é mãe (e Felix é pai) de uma grande ninhada de gatinhos.  Em reação, Felix corre em direção ao local gasworks e comete suicídio inalando intencionalmente Gás Natural.

## Produção
O filme foi produzido pela Pat Sullivan Studio em New York City, propriedade do animador australiano Pat Sullivan. É uma questão controversa se devemos atribuir o filme e a criação de Felix ao próprio Sullivan ou Otto Messmer, o animador principal do estúdio. A afirmação de Messmer de ter sido o único criador de Felix tem paralelos na história da animação. Ub Iwerks afirmou que ele criou Mickey Mouse, em vez de dono do estúdio Walt Disney. Grim Natwick afirmou que ele criou Betty Boop, em vez de dono do estúdio Max Fleischer.
Nas entrevistas da década de 1970, Messmer afirmou que o Pat Sullivan Studio estava muito ocupado em 1919. Quando Paramount Pictures exigiu a produção de um filme extra, Pat Sullivan não teve tempo suficiente para trabalhar nele.  Ele supostamente atribuiu a produção do filme a Messmer, que atuou como o único animador do filme.  Messmer afirmou ter criado o filme inteiro em sua própria casa, em vez de no escritório do estúdio.
Feline Follies não foi o primeiro curta-metragem do Pat Sullivan Studio a apresentar um gato preto  como protagonista.  O primeiro filme de animação com tema de gato do estúdio foi The Tail of Thomas Kat (1917), atualmente um filme perdido.  O curta protagonista anterior se chamava "Thomas Kat".  Em Feline Follies, Felix aparece sob um pseudônimo semelhante: "Master Tom".  Os gatos pretos também foram um elemento recorrente em uma série de filmes do Pat Sullivan Studio, a série Charlie ou Charley.  A série foi baseada na personalidade do então popular ator Charlie Chaplin. Um gato preto com design idêntico ao Felix em Feline Follies apareceu em materiais promocionais do curta de animação How Charlie Captured the Kaiser (agosto de 1918).  O gato ganhou sua própria cena no curta seguinte Charlie in the Farm (1919).  A principal piada visual dessa cena foi então reutilizada em Feline Follies.  Isto sugere que Felix pode ter evoluído lentamente a partir desses precursores, em vez de aparecer pela primeira vez em Feline Follies..
O historiador da animação Gerald Carr atribuiu as letras de Feline Follies a Pat Sullivan, com base em semelhanças com as obras conhecidas de Sullivan.  A arte e as formas visuais do filme também foram consideradas semelhantes aos trabalhos anteriores de Pat Sullivan em histórias em quadrinhos.  O diálogo em Feline Follies aparece na forma escrita.  Uma ninhada de gatinhos usa o termo "Mãe" para designar sua mãe, uma grafia mais comum no inglês australiano e no inglês britânico do que no inglês americano..
Messmer também tinha experiência em histórias em quadrinhos e teria um estilo de desenho "bastante proficiente", com "linhas bem elaboradas e formas volumétricas muito convincentes".  O estilo de desenho de Sullivan parecia "mais áspero" e tinha uma "execução mais angular".  Uma série de características de design "incongruentes" e estilos de design contrastantes em Feline Follies e outros curtas-metragens de Felix podem indicar que mais de um animador esteve envolvido em sua produção.
A cena da serenata do filme foi uma reciclagem de uma cena da serenata de Charlie na Fazenda.  A reação de Tom à perspectiva de se tornar ￼￼padrasto￼￼ foi reciclada de outra cena do mesmo filme.  Em Charlie in the Farm, um pássaro macho se casa.  Após o casamento, ele descobre que sua esposa tem filhas de um relacionamento anterior.  O pássaro macho foge de sua nova família.

## Lançamento
Feline Follies foi lançado em 9 de novembro de 1919, como um dos filmes da Paramount Screen Magazine. O distribuidor inicial foi a empresa Famous Players–Lasky (mais tarde conhecida como Paramount Pictures ). A distribuição da série Felix foi posteriormente feita por Margaret J. Winkler e pela empresa Educational Pictures.